# Вільхінген
Вільхінген (нім. Wilchingen) — громада  в Швейцарії в кантоні Шаффгаузен, округ Унтерклеттгау.

## Географія
Громада розташована на відстані близько 115 км на північний схід від Берна, 13 км на захід від Шаффгаузена.
Вільхінген має площу 21,1 км², з яких на 7,2% дозволяється будівництво (житлове та будівництво доріг), 49,7% використовуються в сільськогосподарських цілях, 42,4% зайнято лісами, 0,7% не є продуктивними (річки, льодовики або гори).

## Демографія
2019 року в громаді мешкало 1740 осіб (+2,7% порівняно з 2010 роком), іноземців було 13,3%. Густота населення становила 82 осіб/км².
За віковим діапазоном населення розподілялося таким чином: 20,2% — особи молодші 20 років, 57,6% — особи у віці 20—64 років, 22,2% — особи у віці 65 років та старші. Було 733 помешкань (у середньому 2,3 особи в помешканні).
Із загальної кількості 933 працюючих 204 було зайнятих в первинному секторі, 287 — в обробній промисловості, 442 — в галузі послуг.